# Hollywood Babylon
Hollywood Babylon es un polémico libro del cineasta vanguardista Kenneth Anger que supuestamente detalla los sórdidos escándalos de los famosos habitantes de Hollywood desde la década de 1900 hasta la década de 1950. Publicado por primera vez en los Estados Unidos en 1965, fue prohibido y no se volvió a publicar hasta diez años después en 1975. En su segundo lanzamiento, The New York Times dijo: «Si se puede decir que un libro como este tiene encanto, radica en el hecho de que aquí hay un libro sin un solo mérito redentor». The Daily Beast describió el libro de Anger como «esencialmente una obra de ficción. No hay duda de que muchas, si no todas, las historias que Anger comparte en su delgada Biblia no tienen mérito». El historiador de cine Kevin Brownlow criticó repetidamente el libro, citando a Anger como diciendo que su método de investigación era «telepatía mental, principalmente».

## Contenido
Publicado originalmente en francés en 1959 por J. J. Pauvert (París) como Hollywood Babylone, la primera edición estadounidense de Hollywood Babylon fue publicada en 1965 por Associated Professional Services de Phoenix, Arizona. La segunda edición de los Estados Unidos fue publicada por Straight Arrow Press de Rolling Stone y distribuida por Simon & Schuster, lanzada en 1975 después de una serie de conflictos de derechos de autor.
El libro detalla los supuestos escándalos de las estrellas de Hollywood desde la época del cine mudo hasta las estrellas de la década de 1960, incluidos: Charles Chaplin, Lupe Vélez, Mary Nolan, Rudolph Valentino, Marie Prevost, Mary Astor, Wallace Reid, Olive Thomas, Jeanne Eagels, Thelma Todd, Errol Flynn, Frances Farmer, Juanita Hansen, Mae Murray, Alma Rubens, John Gilbert, Barbara La Marr, Ramón Novarro, Jean Harlow, Carole Landis, Lana Turner, Judy Garland y  Marilyn Monroe.
Hollywood Babylon también presentó capítulos sobre el escándalo Fatty Arbuckle-Virginia Rappe, el asesinato de William Desmond Taylor, la lista negra de Hollywood, el asesinato de Sharon Tate y las demandas de la revista Confidential.

## Críticas

### Explotación
La edición de 1975 del libro presentaba imágenes gráficas como la escena del accidente de tráfico que mató a Jayne Mansfield, una fotografía de Carole Landis después de su suicidio, imágenes del director y guionista Paul Bern después de su suicidio, y una fotografía de Lewis Stone yaciendo moribundo en una acera.

### Falacias
Muchas de las afirmaciones de Anger en el libro han sido denunciadas como falsas desde la publicación inicial del libro, no obstante, éstas han sido responsables de muchas leyendas urbanas citadas con frecuencia. Por ejemplo, el libro afirmó que Clara Bow tuvo relaciones sexuales con todo el equipo de fútbol americano de la Universidad del Sur de California, incluido un joven John Wayne, una falacia que ha sido desacreditada varias veces. Los hijos de Bow consideraron demandar a Anger en el momento del segundo lanzamiento del libro.
El libro también afirmó que Lupe Vélez fue encontrada ahogada en su propio vómito con la cabeza metida en el inodoro después de suicidarse al tragar más de 500 tabletas para dormir. No había tampoco base para esta historia; en 2013, la primera publicación de una foto policial de la muerte mostró que Vélez había sido encontrada en el suelo de su habitación.
Otras leyendas urbanas desacreditadas iniciadas por el libro incluyen la de que el cuerpo de la estrella del cine mudo Marie Prevost fue parcialmente comido por su perro salchicha después de su muerte en su apartamento de Hollywood en 1937, y que Jayne Mansfield fue decapitada en su accidente automovilístico de 1967.
Las falacias, los mitos y las exageraciones de Hollywood Babylon fueron el foco de la temporada 10 del podcast de Karina Longworth You Must Remember This; «Fake News: Fact Checking Hollywood Babylon».

## Secuelas
Hollywood Babylon II fue publicado en 1984. Se amplió enormemente en formato, pero no fue tan bien recibido como el primer libro. Cubrió estrellas desde la década de 1920 hasta la década de 1970.
Anger declaró durante años que tenía la intención de escribir un Hollywood Babylon III, y en una entrevista de 2010 dijo que se había terminado pero que se suspendió, explicando: «La razón principal por la que no lo saqué fue que yo tenía una sección completa sobre Tom Cruise y los cienciólogos. No soy amigo de los cienciólogos». En 2008, un libro titulado Hollywood Babylon: It's Back!, fue escrito por Darwin Porter y Danforth Prince y no tuvo participación ni asociación con Anger. Según informes, Anger estaba tan molesto que maldijo a los autores (Anger es un autoproclamado mago de la escuela de Thelema).
Una serie de televisión basada en los libros fue producida para sindicación en 1992-1993. Presentada por Tony Curtis, la serie presentó representaciones dramáticas de historias de los libros de Anger, aumentadas por el veterano actor Curtis relatando anécdotas propias basadas en Hollywood.